# Vestíbul (orella)

Anatomia de l'orella humana:
1: Orella externa.
5: Orella mitjana.
13: Orella interna:
14: Laberint: 15: Conducte semicircular, 16: Vestíbul: 17: Finestra oval, 18: Finestra rodona. 19: Còclea.
20: Nervi vestibular, 21: Nervi coclear, 22: Conducte auditiu intern.
Altres: 11: Os temporal, 23: Nervi auditiu.

Esquema del laberint membranós, amb dos seccions: d'un conducte semicircular i de part de la còclea:
1: Perilimfa, 2: Endolimfa.
3: Conductes semicirculars.
8: Vestíbul: 9: Òrgans amb otòlits, 10: Utricle, 11: Sàcul, 12: Màcules vestibulars: de l'utricle i del sàcul. 13: Conducte endolimfàtic, 14: Finestra oval, 15: Finestra rodona, 16: Conducte perilimfàtic.
17: Còclea: 18: Rampa timpànica, 19: Rampa vestibular, 20: Conducte coclear, 21: Òrgan de Corti.
Altres: 22: Orella mitjana: 23: Estrep, 24: Caixa timpànica. En verd: Nervis (facial, branques del vestibular, inici del coclear). En groc: Os temporal. Moviment transmès per l'estrep a la perilimfa de les rampes: Fletxes vermelles

En el seu extrem posterosuperior hi ha els conducte semicirculars i en el seu extrem anteroinferior la còclea. Es comunica amb l'orella mitjana a través de la finestra oval i la finestra rodona. En el seu interior hi ha l'utricle i el sàcul.

## Estructura del vestíbul
La paret lateral del vestíbul té una finestra porxada (llatí: Fenestra vestibuli) tancada per una base de llaç i el seu lligament anular. A la part davantera de la paret interior del vestíbul hi ha una butxaca esfèrica (Llatí: Recessus sphericus) que sosté la bossa rodona del laberint del porxo. Darrere de la butxaca hi ha un pòrtic en forma de cresta (Llatí: Crista vestibuli) vertical, l'extrem frontal del qual s’anomena piràmide del porxo (Llatí: Pyramis vestibuli). Per sota de la cresta, a la transició cap a la paret del porxo inferior, hi ha una petita depressió triangular: un rebaixat coclear (Llatí: Recessus cochlearis). Per sobre de la cresta hi ha un rebaixat el·líptic (Llatí: Recessus ellipticus) que sosté una bossa allargada (laberint porxat). La paret interior del vestíbul està perforada per uns forats minúsculs a les taques cirbroses (Llatí: Maculae cirbrosa) que passen per les fibres del nervi del crani. A la part inferior de la butxaca el·líptica hi ha una obertura a la canaleta de subministrament d'aigua (Llatí: Aqueductus vestibuli) d'entrada que connecta el pòrtic amb la cavitat cranial. Hi ha cinc obertures a la part posterior del passadís amb cinc obertures; a la part davantera del porxo: l'escala d'un caragol.
Hi ha dues obertures a la paret del porxo: finestres ovalades i rodones, cobertes amb una pel·lícula elàstica, una membrana, molt important per al mecanisme de transmissió de vibracions sonores.

## Laberint d’entrada
El laberint d'entrada (Llatí: Labyrinthus vestibularis) inclou dos sacs - allargats i circulars, situats al vestíbul, tres conductes hemisfèrics de membrana situats als conductes ossis i un conducte endolímpat amb una funda. El laberint d’entrada és la part del laberint de la pel·lícula dins del laberint ossi.

### Bossa allargada
La bossa allargada (Llatí: Utriculus) es troba dins i parcialment a sota de la butxaca el·líptica del vestíbul. A la part posterior presenta cinc obertures amb canalons semiesfèrics: separa el conducte untriculosacular (Llatí: Ductus utriculosaccularis) de la paret frontal i divideix el canal endolímpic.

### Butxaca rodona
La bossa rodona (Llatí: Sacculus) és més petita que l’allargada i es troba a la butxaca esfèrica del pòrtic al començament de l'escala del porxo del caragol. Les fundes rodones i allargades es comuniquen indirectament mitjançant un conducte en forma de Y. El conducte endolimfàtic (Llatí: Endolymphaticus) se separa de la paret posterior de la bossa rodona i es connecta al conducte allargat i rodó de la bossa, passa per l’aixeta del porxo i acaba en una bossa endolímpica cega (Llatí: Saccus endolymphaticus) a la superfície posterior de la piràmide incisal on interactua amb el cervell dur. Des de la part inferior de la bossa rodona, el curt canaló de connexió (Llatí: Ductus reuniens) baixa cap avall i s’obre al canaló del caragol.

#### Descripció anatòmica del laberint d'entrada
La paret lateral de la bossa allargada té un espessiment ovalat i rotat horitzontal de 2 x 3 mm - la taca blanquinosa (Llatí: Macula utriculi) de la bossa allargada. La paret interior de la bossa rodona (Llatí: Sacculus) té un espessiment corresponent de la taca blanquinosa de la bossa rodona, acabada de girar. Aquests dos punts són perpendiculars entre ells. A més, cada ampolla recoberta de pel·lícula té un espessiment en forma de cresta transversal: els ampulars de pinta (Llatí: Crista ampularis). Les taques blanques i les ampolles són porcions especialitzades del laberint del vestíbul on es troben les cèl·lules receptores, que senten l'equilibri i, per tant, estan innervades per les fibres nervioses d'equilibri.
Les bosses i els conductes hemisfèrics finals i rodons són sostinguts per abundants lligaments fibrosos que s’estenen des de l'espai perilimfoide fins a les parets òssies del laberint.
Les fundes allargades i arrodonides i el canaló semiesfèric, unes parets primes i translúcides, folrades d'un epiteli pla d'una sola capa. A les taques blanques i ampolles, el teixit connectiu s’espesseix i l'epiteli canvia a un epiteli d’equilibri especialitzat. Està compost per mastocitos i cèl·lules receptores, tant en taques blanquinoses com en amputes.
- El neuroepiteli, o cèl·lules piloses, s’interposen entre les cèl·lules recolzadores. En els seus extrems lliures hi ha 50 - 100 microxips immòbils - estereocília, coronats per un sol pèl llarg i mòbil, cinocília.
- Les cèl·lules recolzadores no només formen la columna vertebral de les cèl·lules receptores i els proporcionen nutrients, sinó que també produeixen una substància similar a la gelea que cobreix l'epiteli del receptor.

Per sobre de les taques blanquinoses, la capa d’aquest material és plana i s’anomena membrana estatoconiona (Llatí: Membrana statoconiorum), a causa dels abundants cristalls que hi ha a la seva superfície, anomenats estatoconies. L'estocònica, formada per calcita (carbonat càlcic) i proteïnes, confereixen a la membrana de l'estatònica un aspecte blanc opac i augmenten la seva massa. La membrana d’estatònies és més pesada que l'endolimfa i, com a conseqüència d’un canvi en l’aspecte corporal, la persona es desplaça cap a les cèl·lules del cabell i es doblega la cinocília. Dona una sensació d’acceleració lineal.
Per sobre de les ampolles (Llatí: Crista ampularis) la capa de material gelatinós és molt més gruixuda i s’anomena cúpula (Llatí: Cupula). És com una torre que mira cap a la cavitat de l’ampolla i gairebé arriba al seu mur oposat. A mesura que es gira el cap o el cos, l'endolimfa al conducte hemisfèric mou l'esrot de l’ampolla i, a través d’ella, les cèl·lules capil·lars de les cèl·lules receptores. Així es percep el moviment rotacional. Els amputs no s’ajusten a l’acceleració lineal perquè la seva cúpula i la seva endolimfa tenen la mateixa gravetat. Les fibres mielinitzades del nervi d'equilibri entren a les taques blanquinoses i a les restes de les ampolles, perden la mielina a la seva capa externa, es ramifiquen entre les cèl·lules del pèl i formen sinapsis amb elles.